# Éosine
L'éosine  est un colorant de couleur orange-rosé aux propriétés asséchantes. 
Il existe deux composés appelés par ce nom, interchangeables dans leur utilisation : 
- l'éosine Y (éosine tirant sur le jaune) ou tétrabromofluorescéine, dérivé tetrabromé de la fluorescéine ;
- l'éosine B (éosine tirant sur le rouge) en est un dérivé dibromo dinitro.

## Fabrication
L'éosine est obtenue à partir d'anhydride phtalique  et de résorcinol qui sont généralement produits à partir du goudron recueilli lors de la distillation de la houille au cours de la fabrication du coke.

## Usages
- Colorant : l'éosine est un acide, qui a une affinité sélective pour le cytoplasme cellulaire (végétal ou animal) ; elle se fixe de préférence aux molécules basiques et peut remplacer le colorant carmin pour les préparations de zoologie. On l'utilise souvent avec l'hématoxyline qui colore bien les noyaux cellulaires[1].
L'éosine est pour cette raison très utilisée comme colorant pour la microscopie en laboratoire, pour teindre le cytoplasme des cellules, le collagène, les fibres musculaires, les lymphocytes et les bactéries.
Une catégorie de granulocytes, les éosinophiles, dont le nombre augmente au cours des allergies et de certaines parasitoses, tirent leur nom de ce colorant. 
Il peut également être utilisé pour colorer le bois brut d'un rouge bordeaux avant application de vernis.

- Désinfectant : en préparation pharmaceutique, le plus souvent il s'agit d'une solution aqueuse à 2 % de sel disodique de l'éosine (autorisation de mise sur le marché française no 3313716) ; il existe aussi une préparation à 1 % ou en solution alcoolique ; l'éosine aqueuse ne doit pas être utilisée comme antiseptique local mais seulement comme traitement d'appoint pour ses propriétés desséchantes des muqueuses.
L'éosine alcoolique n'a que les propriétés antiseptiques de l'alcool.

- Traceur hydrogéologique : l'éosine est couramment utilisée en hydrogéologie pour établir une relation souterraine supposée entre un point d'injection (perte karstique, aquifère poreux ou fissuré) et un point de résurgence (source, forage). Cette méthode permet de prouver ou non une relation entre deux points et d'en déduire la vitesse de transit de l'eau souterraine. Celle-ci est très variable suivant le contexte hydrogéologique.

- Photopolymérisation : cette molécule a des propriétés sensibilisatrices et d'amorceurs, testées pour la polymérisation d'un acrylate, sous irradiation visible[2].

## Risques chimiques et précautions
Certaines personnes sont allergiques à ce produit.
Son ingestion accidentelle en petite quantité n'est pas réputée toxique, sauf sous sa forme alcoolique, pour l'enfant notamment.

## Utilisation en microbiologie
Dans la gélose éosine bleu de méthylène (gélose EMB), l'éosine sert d'inhibiteur (partiel) de la flore Gram positive.